# Grace Phipps
Grace Phipps (* 4. Mai 1992 in Austin, Texas) ist eine US-amerikanische Schauspielerin und Sängerin.

## Leben und Karriere
Phipps ist 1992 in Austin, Texas geboren und wuchs in Boerne und San Antonio auf. In San Antonio absolvierte sie die Robert E. Lee High School und machte daraufhin ihren Abschluss in Musical Theatre an der The North East School of the Arts. Nach ihrem Abschluss 2010 zog sie nach Los Angeles um ihre Karriere als Schauspielerin zu starten.
Sofort erhielt sie eine Rolle in der Horrorkomödie Fright Night. Danach wurde sie für die Rolle der Amy Martins in der ABC-Family-Fernsehserie The Nine Lives of Chloe King gecastet. Jedoch wurde die Serie 2011 nach nur einer Staffel abgesetzt. Ihren Durchbruch schaffte sie mit der Nebenrolle der April Young in der The-CW-Fernsehserie Vampire Diaries, in der sie seit der vierten Staffel zu sehen ist. Außerdem war sie 2013 neben Ross Lynch und Maia Mitchell in dem Disney Channel Original Movies Teen Beach Movie zu sehen. 2013 hatte sie eine Nebenrolle in der Sitcom Baby Daddy. 2015 folgte Teen Beach 2.

## Filmografie (Auswahl)
- 2011: Fright Night
- 2011: The Nine Lives of Chloe King (Fernsehserie, 10 Episoden)
- 2012–2013: Vampire Diaries (The Vampire Diaries, Fernsehserie, 10 Episoden)
- 2013: Baby Daddy (Fernsehserie, 3 Episoden)
- 2013: Teen Beach Movie (Fernsehfilm)
- 2013: Supernatural (Fernsehserie, Episode 9x01)
- 2014: Hawaii Five-0 (Fernsehserie, Episode 5x10)
- 2014: Austin & Ally (Fernsehserie, Episode 3x11)
- 2015: CSI Cyber (Fernsehserie, Episode 1x08)
- 2015: Teen Beach 2 (Fernsehfilm)
- 2015: Scream Queens (Fernsehserie, 3 Episoden)
- 2017–2018: Z Nation (Fernsehserie, 16 Episoden)
- 2021: Superhost

## Diskografie

### Singles
- Cruisin’ for a Bruisin’ (Ross Lynch, Grace Phipps & Jason Evigan, 2013)
- Falling for Ya (2013, US: Gold)
- Like Me (Maia Mitchell, Ross Lynch, Grace Phipps & Spencer Lee, 2013)